# Ahuillé
 Ahuillé  es una población y comuna francesa, en la región de Países del Loira, departamento de Mayenne, en el distrito de Laval y cantón de Saint-Berthevin.

## Demografía
| 902 | 841 | 885 | 1454 | 1399 | 1379 |
| Para los censos de 1962 a 1999 la población legal corresponde a la población sin duplicidades (Fuente: INSEE [Consultar]) |     |     |      |      |      |